# Shannon Crawford
Shannon Crawford, född den 12 september 1963 i Guelph i Kanada, är en kanadensisk roddare.
Hon tog OS-guld i fyra utan styrman i samband med de olympiska roddtävlingarna 1992 i Barcelona.